# Жигорс ет Лозерон
Жигорс ет Лозерон (фр. Gigors-et-Lozeron) насеље је и општина у источној Француској у региону Рона-Алпи, у департману Дром која припада префектури Ди.
По подацима из 2011. године у општини је живело 167 становника, а густина насељености је износила 4,73 становника/km². Општина се простире на површини од 35,27 km². Налази се на средњој надморској висини од 669 метара (максималној 1.148 m, а минималној 352 m).

## Демографија
| 1962. | 1968. | 1975. | 1982. | 1990. | 1999. | 2011. |
| ----- | ----- | ----- | ----- | ----- | ----- | ----- |
| 136   | 137   | 128   | 126   | 135   | 156   | 167   |

График промене броја становника у току последњих година